# Marvel Action Hour
 Marvel Action Hour  a fost un bloc de televiziune sindicalizat de la Marvel Productions Ltd (o divizie a New World Entertainment) având la bază cartea de benzi desenate Marvel. Marvel Action Hour a debutat în 1994, acesta a durat două sezoane, înainte de a fi anulat.

## Format
Prima jumătate de oră a fost un episod din Iron Man, a doua jumătate un episod din "Fantastic Four" (episoade dintre care multe au fost recreării directe de episoade din seria originală din 1960).În timpul primului sezon, Stan Lee prezenta înainte de fiecare spectacol personajele din episodul următor și ceea ce l-au inspirat să le creeze.
Marvel Action Hour a suferit o modificare notabilă atunci când a fost difuzat pe BBC din Regatul Unit, pentru că BBC nu a facilitat pauze comerciale, cele două spectacole au totalizat de fapt doar aproximativ patruzeci minute, și așa episoadele din anii 80 The Incredible Hulk serii s-au adăugat între două spectacole originale de a aduce întregul mănunchi până la ora promisă în lungime.

### Sezonul 2
Atât Cei patru fantastici cât și Iron Man, au fost retehnologizate radical pentru cel de-al doilea sezon,având noi secvențe de deschidere, animație îmbunătățită, cu un scenariu mai matur, deși lipsesc introducerile lui Stan Lee.
Pe unele piețe, al doilea sezon a fost cunoscut sub numele de Marvel Action Universe (având în plus Biker Mice from Mars), care a fost numele unui bloc anterior sindicalizat de desene animate de la sfârșitul anilor 1980.

## Articole asemănătoare
- Fantastic Four (1994 serial)
- Iron Man
- New World Communications - În general, New World deține stații de televiziune ce au difuzat Marvel Action Hour, împreună cu  Fox, WB, UPN, sau cu posturile independente în cazul în care pe piețele unde New World nu deține o stație de televiziune.